# Округ Џеферсон (Флорида)
Округ Џеферсон (енгл. Jefferson County) је округ у америчкој савезној држави Флорида. По попису из 2010. године број становника је 14.761.

## Демографија
Према попису становништва из 2010. у округу је живело 14.761 становника, што је 1.859 (14,4%) становника више него 2000. године.
| Група             | 2000.         | 2010.         |
| Белци             | 7.522 (58,3%) | 8.668 (58,7%) |
| Афроамериканци    | 4.947 (38,3%) | 5.340 (36,2%) |
| Азијати           | 39 (0,3%)     | 57 (0,4%)     |
| Хиспаноамериканци | 290 (2,2%)    | 546 (3,7%)    |
| Укупно            | 12.902        | 14.761        |